# Beatriz Souza
Beatriz Souza, née le 20 mai 1998 à Peruíbe, est une judokate brésilienne, championne olympique des poids lourds en 2024.

## Carrière
Beatriz Souza découvre le judo sous l'impulsion de son père, Poseidonio José de Souza Neto, un ancien judoka.
Lors du Grand Slam de Tel Aviv en 2022, elle remporte la médaille d'argent, battue par ippon en finale par la Française Romane Dicko. La même année, elle est cette fois battue par Dicko en finale des +78 kg des championnats du monde 2022, repartant avec la médaille d'argent.
En septembre 2023, au Grand Slam de Bakou, elle remporte l'or en +78 kg en battant en finale la Portugaise Rochele Nunes.
En mars 2024, elle gagne son premier Grand Prix à Linz en battant la Néerlandaise Marit Kamps. En août, elle remporte son premier titre olympique en battant l'Israélienne Raz Hershko en finale des +78 kg.

## Palmarès
| Année | Compétition                | Lieu           | Résultat | Catégorie     |
| ----- | -------------------------- | -------------- | -------- | ------------- |
| 2017  | Championnats du monde      | Budapest       | 2e       | Par équipes   |
| 2017  | Championnats panaméricains | Panama         | 1re      | Plus de 78 kg |
| 2018  | Championnats panaméricains | San José       | 2e       | Plus de 78 kg |
| 2019  | Jeux panaméricains         | Lima           | 3e       | Plus de 78 kg |
| 2019  | Championnats panaméricains | Lima           | 3e       | Plus de 78 kg |
| 2019  | Championnats du monde      | Tokyo          | 3e       | Par équipes   |
| 2020  | Championnats panaméricains | Guadalajara    | 2e       | Plus de 78 kg |
| 2021  | Championnats du monde      | Budapest       | 3e       | Plus de 78 kg |
| 2021  | Championnats du monde      | Budapest       | 3e       | Par équipes   |
| 2021  | Championnats panaméricains | Guadalajara    | 1re      | Plus de 78 kg |
| 2022  | Championnats du monde      | Tachkent       | 2e       | Plus de 78 kg |
| 2022  | Championnats panaméricains | Lima           | 1re      | Plus de 78 kg |
| 2023  | Championnats du monde      | Doha           | 3e       | Plus de 78 kg |
| 2023  | Championnats panaméricains | Calgary        | 1re      | Plus de 78 kg |
| 2023  | Jeux panaméricains         | Santiago       | 2e       | Par équipes   |
| 2023  | Jeux panaméricains         | Santiago       | 3e       | Plus de 78 kg |
| 2024  | Championnats panaméricains | Rio de Janeiro | 1re      | Plus de 78 kg |
| 2024  | Jeux olympiques            | Paris          | 1re      | Plus de 78 kg |